# Baudier

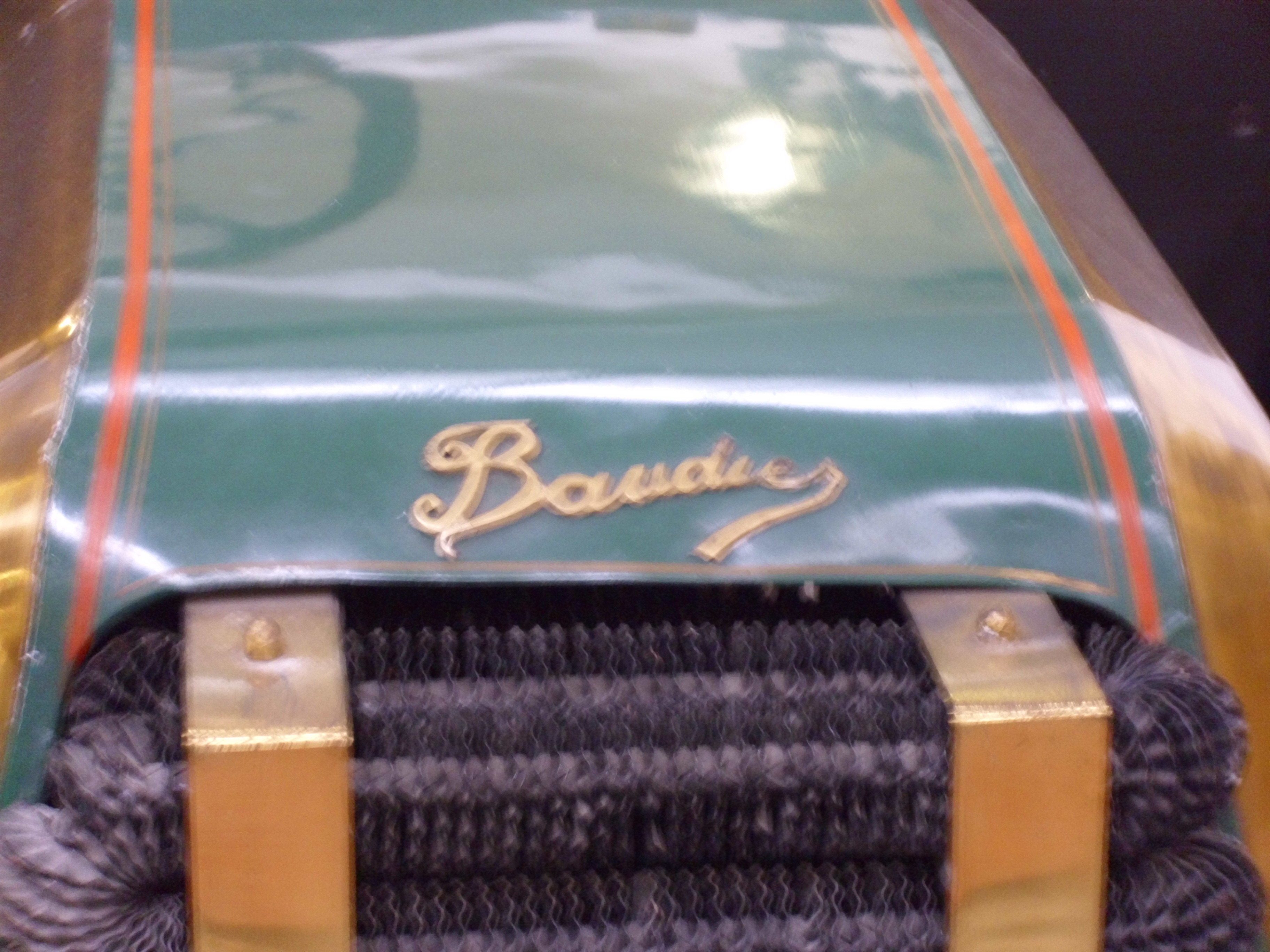
Emblem

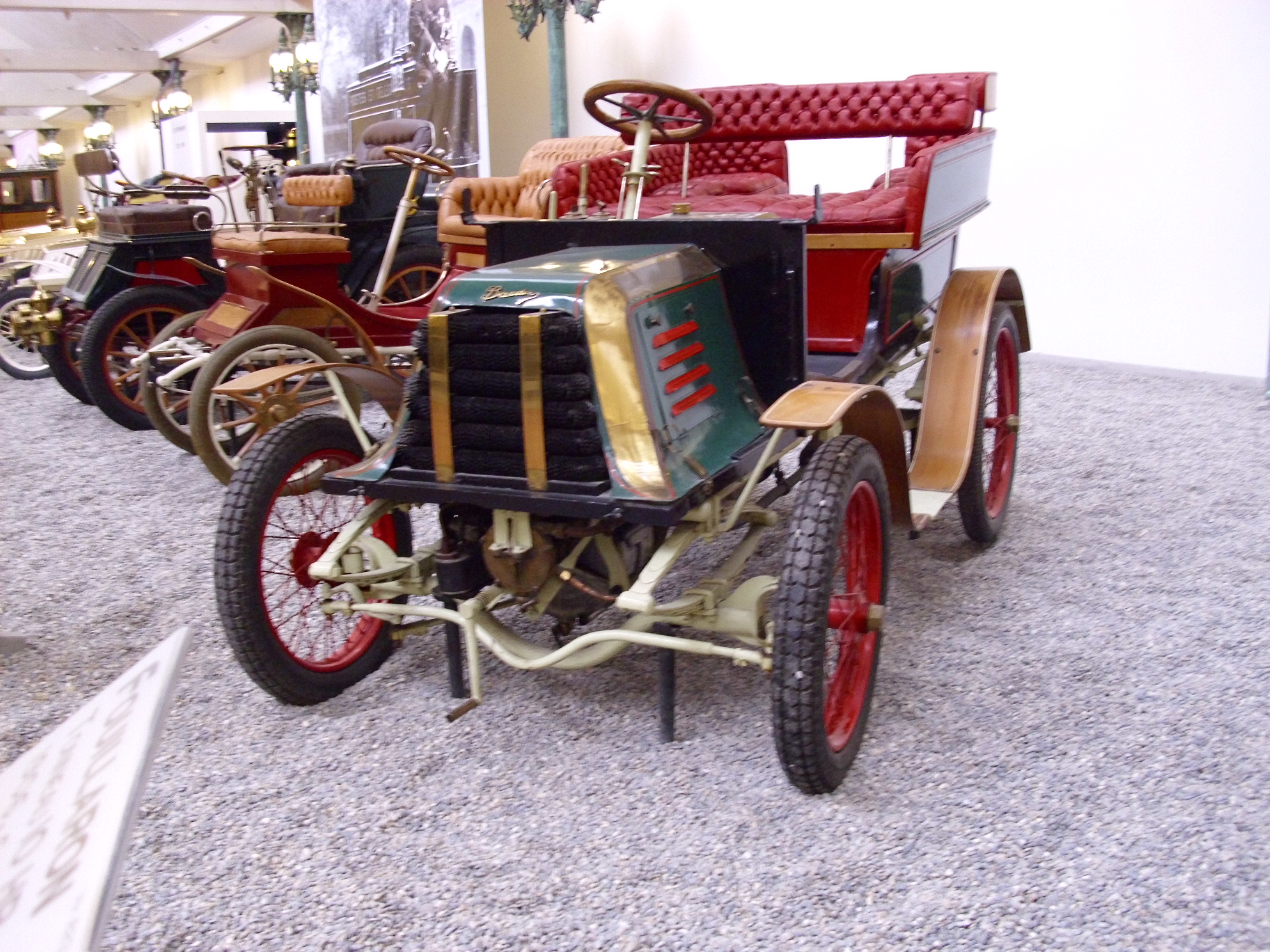
Baudier von 1900 in der Cité de l’Automobile – Musée National – Collection Schlumpf

G. Baudier war ein französischer Hersteller von Automobilen.

## Unternehmensgeschichte
Das Unternehmen aus Paris begann 1900 mit dem Bau von Automobilen. 1901 endete die Produktion.

## Modelle
Das einzige Modell 3 CV glich dem Renault der damaligen Zeit. Für den Antrieb sorgte ein wassergekühlter Einzylinder-Einbaumotor von De Dion-Bouton. Der Motor verfügte über 401 cm³ Hubraum und leistete 3 PS. Die Kraftübertragung erfolgte mit Kardanantrieb. Die offene Spider-Karosserie bot Platz für drei Personen.
Ein Fahrzeug dieser Marke ist in der Cité de l’Automobile in Mülhausen zu besichtigen.